# Gåte
Gåte — норвезький гурт з Тренделагу, який грає прогресивний фолк-рок: поєднання норвезької народної музики з металом та електронікою. Гурт організував Свейнунг Сундлі (скрипка, клавішні) у 2000 році з молодшою сестрою Гуннхільдою Сундлі (вокал), Г'єрмундом Ландром (бас, бек-вокал), Мартіном Ланглі (барабани) та Магнусом Бермарком (гітара, клавішні).). У 2004 році Ланглі замінив Кеннет Капстад.
Гурт виграв Melodi Grand Prix 2024 з піснею «Ulveham» («Людина-вовк») і представляв Норвегію на Євробаченні 2024.

## Пісні
Багато пісень Gåte є аранжуванням норвезьких народних мелодій, таких як «Sjå Attende» («Озирнись назад») і «Knut Liten og Sylvelin» («Маленький Кнут і Сильвелін»). Іншим головним джерелом пісень є вірші норвезької поетеси Астрід Кроґ Гальсе з музикою Свейнунга Сундлі, зокрема «Følgje» («Компанія») і «Stengd Dør» («Зачинені двері»). Деякі з їхніх пісень були написані та виконані на діалектах нюношк, хьогнорск, трьондешк.

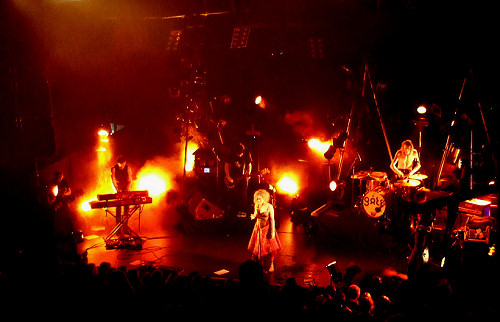
Гурт у 2015 році

В альбомі «Svevn» кілька пісень мають слова ветерана народної музики Кнута Буена, який написав слова пісень «Kjærleik» на «Iselilja».